# Ad Hominem (гурт)
«Ad Hominem» — гурт з однієї людини — Кайзера Воданаза, що виконує блек-метал. Проект зародився на півдні Франції. Для концертів існує повноцінний склад, але його учасники не є офіційним складом. (Сам Кайзер виступає як вокаліст та бас-гітарист.) Зараз «Ad Hominem» базується в Італії.

«Ad Hominem» часто відносять до NSBM-сцени, однак Кайзер Воданаз резонно зауважує, що лірика проекту ніколи не торкалася проблем білої раси та іміграції. Хоча симпатія Кайзера до нацистської Німеччини ніколи не приховувалась, «Ad Hominem» виконували і виконуватимуть пісні про силу особистості.

## Склад гурту

### Студійний склад
- Кайзер Воданаз — УСЕ

### Концертний склад
- Кайзер Воданаз — вокал, бас-гітара
- А. К. — гітара
- Д.Нахт — гітара
- Руст — ударні

### Колишні учасники
- Вальфадір — бас-гітара
- Алтар ЗК6 — ударні
- Пвкка — ударні
- Жьоната «Торнс» Потенті — ударні

## Дискографія
| Назва                                                | Переклад                                | Тип                                         | Рік  |
| ---------------------------------------------------- | --------------------------------------- | ------------------------------------------- | ---- |
| Omnes Ad Unum                                        |                                         | Демо                                        | 2000 |
| Mankind's Suicide                                    | Самогубство роду людського              | Спліт із Cantus Bestiae                     | 2002 |
| Planet Zog — The End                                 | Планета Зог — Кінець                    | Повноцінний альбом                          | 2002 |
| Purification                                         | Очищення                                | Спліт із Warfire                            | 2003 |
| A New Race for a New World                           | Нова раса для нового світу              | Повноцінний альбом                          | 2003 |
| Treaty of Alliance — Agony of a Dying Race           | Союзний договір — Агонія вмираючої раси | Спліт із Ornaments of Sin                   | 2004 |
| We are the Wolves… You are the Sheep / Black Sabbath | Ми вовки… а ви вівці / Чорний шабаш     | Спліт із Geimhre                            | 2004 |
| Black Metal Against the World                        | Блек-метал проти всього світу           | Спліт із Funeral Winds, Leviathan, Eternity | 2004 |
| Climax of Hatred                                     | Клімакс ненависті                       | Повноцінний альбом                          | 2005 |
| Theory 0                                             | Теорія «Нуль»                           | EP                                          | 2008 |
| Planet Zog — The End…For a New World                 | Планета Зог — Кінець… новому світові    | Компіляція                                  | 2009 |
| Dictator — a Monument of Glory                       | Диктатор — монумент честі               | Повноцінний альбом                          | 2009 |
| Napalm for All                                       | Напалму всім                            | Повноцінний альбом                          | 2018 |

## Інші проєкти Кайзера
- The Call — вокал, клавішні (2003-?), блек-метал
- Eradication — гітара, вокал (2003-…), блек-метал
- Antithesis — УСЕ (2004-), індастріал блек-метал
- Non Essence Genesis — вокал, гітара, бас (?-), блек-метал
- Frangar — гітара (?-), блек-метал
- F.A.M.A.S. — гітара, програмування (?-), блек-метал
- Dead? — вокал, гітара, бас (?-), блек-метал
- Neardeath
- Omnes Ad Unum